# Águeda (nombre)
Águeda o Ágata es un nombre de pila femenino de origen griego en su variante en español. Deriva del griego άγαθή (ágathé), femenino del adjetivo άγαθός (ágathós), que significa ‘bueno’; por tanto, su significado es ‘bondadosa’.

## Santoral
- 5 de febrero: Santa Águeda.

## Variantes
- Ágata.
- Gada (uso solamente coloquial).
- Gadea (versión asturleonesa y más arcaica del nombre, actualmente en repunte, muy popular en el norte de España, también en el norte de Castilla como, por ejemplo, en la provincia de Burgos.[1])

### Variantes en otros idiomas
| Variantes en otras lenguas | Variantes en otras lenguas |
| -------------------------- | -------------------------- |
| Español                    | Águeda, Ágata, Gadea       |
| Alemán                     | Agatha, Agathe             |
| Albanés                    | Agata, Agatha              |
| Catalán                    | Àgueda, Àgata              |
| Checo                      | Agáta                      |
| Danés                      | Agata                      |
| Eslovaco                   | Agáta                      |
| Esloveno                   | Agata                      |
| Esperanto                  | Agata                      |
| Euskera                    | Agate                      |
| Finlandés                  | Agatha                     |
| Francés                    | Agathe                     |
| Gallego                    | Ádega                      |
| Griego                     | ἀγαθή (Agathê)             |
| Holandés                   | Agatha                     |
| Húngaro                    | Ágota                      |
| Inglés                     | Agatha                     |
| Islandés                   | Agata                      |
| Italiano                   | Agata                      |
| Latín                      | Agata                      |
| Lituano                    | Agota                      |
| Noruego                    | Agata                      |
| Polaco                     | Agata                      |
| Portugués                  | Águeda, Ágata              |
| Rumano                     | Agata                      |
| Ruso                       | Агата (Agata)              |
| Serbio                     | Агата (Agata)              |
| Siciliano                  | Àita                       |
| Sueco                      | Agata                      |

## Personajes célebres
- Agatha Christie, escritora británica.
- Agathe de Rambaud, niñera de los Príncipes de Francia.
- Águeda Dicancro, escultora uruguaya.
- Ágata Lys, actriz española.
- Àgata Roca, actriz española.
- Ágatha Ruiz de la Prada, diseñadora española.
- Agota Kristof, escritora húngara.